# Chiasmodon

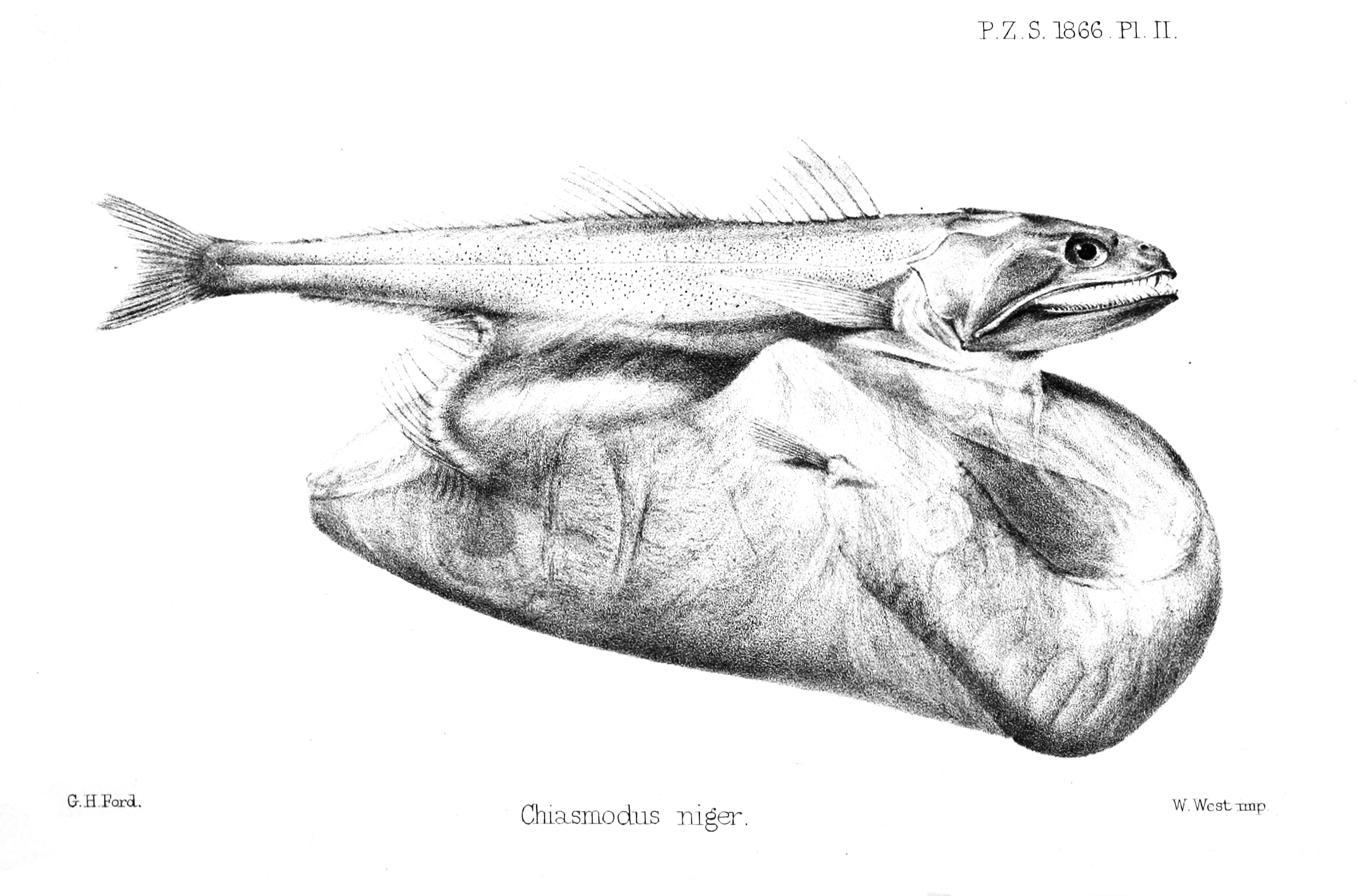
Il·lustració de Chiasmodon niger del 1866 (publicada el 1867)

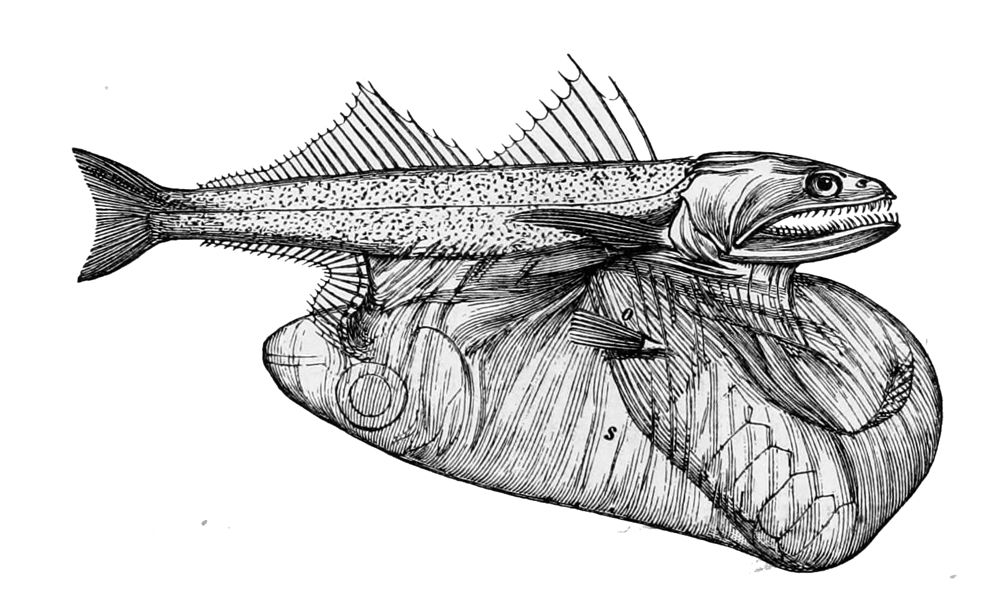
Chiasmodon niger (il·lustració del 1880)

Chiasmodon és un gènere de peixos marins oceànics de la família dels quiasmodòntids i de l'ordre dels perciformes.

## Etimologia
Chiasmodon prové dels mots grecs chiasmos (disposat en diagonal) i odous (dent, dents).

## Distribució geogràfica
Es troba als oceans Atlàntic, (el Canadà, Groenlàndia, Portugal -incloent-hi les illes Açores i Madeira-, Cap Verd, l'Estat espanyol, el golf de Mèxic, l'Argentina i, possiblement també, Islàndia), Índic (les Illes Crozet, les illes Kerguelen, el mar de Banda i Indonèsia), Pacífic (les illes Kurils, el Japó Taiwan, les illes Hawaii, Austràlia -Nova Gal·les del Sud-, Nova Zelanda, Mèxic i Xile) i Antàrtic.

## Cladograma
| Chiasmodon (Johnson, 1864) | \| \| Chiasmodon asper (Melo, 2009)[13] \| \| \| \| \| \| Chiasmodon braueri (Weber, 1913)[64] \| \| \| \| \| \| Chiasmodon harteli (Melo, 2009)[13] \| \| \| \| \| \| Chiasmodon microcephalus (Norman, 1929)[65] \| \| \| \| \| \| Chiasmodon niger (Johnson, 1864)[63] \| \| \| \| \| \| Chiasmodon pluriradiatus (Parr, 1933)[66] \| \| \| \| \| \| Chiasmodon subniger (Garman, 1899)[67][68][69][70][71][72][73][74][75][76][77] \| \| \| \| |
|                            | \| \| Chiasmodon asper (Melo, 2009)[13] \| \| \| \| \| \| Chiasmodon braueri (Weber, 1913)[64] \| \| \| \| \| \| Chiasmodon harteli (Melo, 2009)[13] \| \| \| \| \| \| Chiasmodon microcephalus (Norman, 1929)[65] \| \| \| \| \| \| Chiasmodon niger (Johnson, 1864)[63] \| \| \| \| \| \| Chiasmodon pluriradiatus (Parr, 1933)[66] \| \| \| \| \| \| Chiasmodon subniger (Garman, 1899)[67][68][69][70][71][72][73][74][75][76][77] \| \| \| \| |
|                            | Dysalotus |
|                            | |
|                            | Kali |
|                            | |
|                            | Pseudoscopelus |
|                            | |
|                            | Chiasmodon asper (Melo, 2009) |
|                            | |
|                            | Chiasmodon braueri (Weber, 1913) |
|                            | |
|                            | Chiasmodon harteli (Melo, 2009) |
|                            | |
|                            | Chiasmodon microcephalus (Norman, 1929) |
|                            | |
|                            | Chiasmodon niger (Johnson, 1864) |
|                            | |
|                            | Chiasmodon pluriradiatus (Parr, 1933) |
|                            | |
|                            | Chiasmodon subniger (Garman, 1899) |
|                            | |

|  | Chiasmodon asper (Melo, 2009)           |
|  |                                         |
|  | Chiasmodon braueri (Weber, 1913)        |
|  |                                         |
|  | Chiasmodon harteli (Melo, 2009)         |
|  |                                         |
|  | Chiasmodon microcephalus (Norman, 1929) |
|  |                                         |
|  | Chiasmodon niger (Johnson, 1864)        |
|  |                                         |
|  | Chiasmodon pluriradiatus (Parr, 1933)   |
|  |                                         |
|  | Chiasmodon subniger (Garman, 1899)      |
|  |                                         |